# Laura (Giorgione)
Il ritratto femminile detto Laura, è un dipinto a olio su tela incollata su tavola (41x33,5 cm) creata dal maestro veneto Giorgione con l’aiuto del pittore Vincenzo Catena, firmato e datato 1506 sul retro, e conservato nel Kunsthistorisches Museum a Vienna. Si tratta dell'unica opera autografata dall'artista e di uno dei pochissimi dipinti databili con certezza del suo catalogo.

## Storia e descrizione
Su uno sfondo scuro si vede una donna ritratta di tre quarti a mezza figura, voltata a sinistra, alle sue spalle alcuni rami d'alloro. Per analogia con opere quali il Ritratto di Ginevra de' Benci di Leonardo, è stato chiamato convenzionalmente "Laura", forse il nome della donna a cui alluderebbe il nome della pianta. La donna guarda fuori dal dipinto, diritto davanti a sé, e indossa una veste foderata di pelliccia e una sciarpa bianca, oltre a un velo azzurrino in testa. Il manto è aperto a mostrare un seno, sensualmente evidenziato anche dal velo che lo avvolge.
L'interpretazione della figura ha dato adito a varie ipotesi: forse è una rappresentazione ideale, magari di Flora, ma potrebbe anche essere una cortigiana.
Spicca soprattutto la tecnica pittorica di Giorgione, che creò l'immagine per campiture cromatiche dense e materiche, che non creano contorni netti e che non venivano stese a partire da un disegno sottostante, ma direttamente sulla tela, con estrema libertà. La mancanza di uniformità, ben visibile a una distanza ravvicinata, è di straordinaria modernità e fu uno dei contributi fondamentali di Giorgione all'evoluzione della pittura, detto tonalismo. Pennellate chiare generano ad esempio colpi di luce freschi e vivaci in dettagli come la mano, dove sembra di cogliere straordinarie anticipazioni dell'Impressionismo.